# Signa
Signa is een gemeente in de Italiaanse provincie Florence (regio Toscane) en telt 16.809 inwoners (31-12-2004). De oppervlakte bedraagt 18,8 km², de bevolkingsdichtheid is 894 inwoners per km².
De volgende frazioni maken deel uit van de gemeente: Colombaia, Lecore, San Mauro a Signa.

## Demografie
Signa telt ongeveer 6199 huishoudens. Het aantal inwoners steeg in de periode 1991-2001 met 7,4% volgens cijfers uit de tienjaarlijkse volkstellingen van ISTAT.
| Jaar | Inwoneraantal |
| ---- | ------------- |
| 1991 | 14.375        |
| 2001 | 15.433        |

## Geografie
De gemeente ligt op ongeveer 46 m boven zeeniveau.
Signa grenst aan de volgende gemeenten: Campi Bisenzio, Carmignano (PO), Lastra a Signa, Poggio a Caiano (PO), Scandicci.